# DriverPacks
Le projet DriverPacks.net est un projet open source dont le but est de simplifier la création d'un CD d'installation de Windows XP CD uniformisé, c'est-à-dire un CD d'installation qui fonctionne pour toutes les combinaisons de matériel possibles dans un PC, comprenant tous les pilotes nécessaires, sans avoir besoin d'aller chercher d'autres pilotes après l'installation.

## Historique
Il est commencé par Wim Leers qui veut réaliser un UXPCD uniformisé, afin de pouvoir utiliser un CD d'installation automatique sur tout ordinateur capable d'utiliser Windows XP. Il publie le premier DriverPack en 2005.

## DriverPacks BASE: Le programme d'intégration
Le programme "DriverPacks BASE" est l'outil fourni pour intégrer ces pilotes dans un CD d'installation Windows.

## Les DriverPacks
À ce jour, différents groupes de pilotes, nommés les DriverPacks, sont disponibles pour les catégories suivantes :
- chipset
- CPU
- graphics
- ethernet
- mass storage
- sound
- Wi-Fi

## Compatibilité
Les DriverPacks et DriverPacks BASE sont compatibles avec toutes les versions de Windows versions basées sur le noyau NT 5.1 32-bit kernel, ainsi qu'avec Windows Vista, y compris sa version 64-bit:
- Windows 2000
- Windows XP
- Windows Server 2003
- Windows Vista

La prise en charge de Windows 7 est projetée.

## Popularité
Le site présente une liste d'organisations réputées qui utiliseraient le logiciel; elle contient des sociétés reconnues telles que SYMANTEC. 